# العلاقات العربية الروسية
العلاقات العربية الروسية تشمل اتصالات مختلفة بين الاتحاد الروسي وجامعة الدول العربية. يحافظ الاتحاد الروسي على اتصالات مختلفة مع جامعة الدول العربية ويلعب دور الوسيط في الصراع الإسرائيلي الفلسطيني.

## مجلس الأعمال الروسي العربي

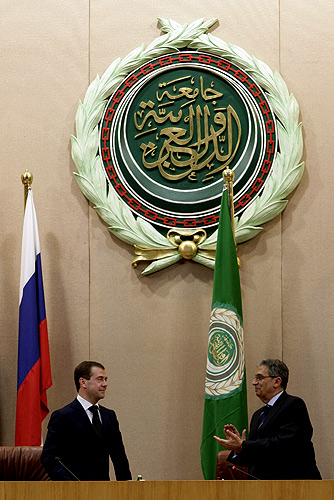
الأمين العام لجامعة الدول العربية عمرو موسى مع الرئيس الروسي دميتري ميدفيديف في مقر جامعة الدول العربية في القاهرة، مصر.

مجلس الأعمال الروسي العربي هو منظمة تعمل على تطوير العلاقات التجارية والاقتصادية بين روسيا والدول العربية ويقدم المساعدة في إقامة اتصالات تجارية بين رجال الأعمال. وقد أنشأ بالفعل محطة تلفزيونية مقرها روسيا تسمى روسيا اليوم وهي أول محطة روسية يتم بثها باللغة العربية.

## مقارنة
|                                 | جامعة الدول العربية                               | روسيا                                         |
| ------------------------------- | ------------------------------------------------- | --------------------------------------------- |
| السكان                          | 407,251,880 (2018)                                | 146,793,744 (2018)                            |
| المساحة                         | 13,953,041 كم² (5,382,910 ميل مربع)               | 17,075,400 كم² (6,592,800 ميل مربع)           |
| الكثافة السكانية                | 24.33 / كم² (63 / ميل مربع)                       | 8.3 / كم² (21.5 / ميل مربع)                   |
| العاصمة                         | القاهرة                                           | موسكو                                         |
| أكبر مدينة                      | القاهرة - 19,500,000 (20,439,541 المنطقة الحضرية) | موسكو - 10,126,424                            |
| تنظيم ونوع الحكومة              | منظمة إقليمية واتحاد سياسي                        | جمهورية اتحادية شبه رئاسية                    |
| اللغات الرسمية                  | العربية                                           | الروسية                                       |
| الأديان الرئيسية                | 91٪ الإسلام، 5.8٪ المسيحية، 4٪ آخرون              | 73٪ أرثوذكسية روسية، 13٪ لاأدرية، 14٪ الإسلام |
| الناتج المحلي الإجمالي (الاسمي) | 3.5 تريليون دولار (15,915 دولار للفرد)            | 1.610 تريليون دولار (11,082 دولار للفرد)      |

## روابط خارجية
- مجلس الأعمال الروسي العربي
- روسيا والعالم العربي